# Bahía de Arcachón
La bahía de Arcachón (en francés: Bassin d'Arcachon; en occitano gascón, Laca d'Arcaishon) es una bahía de la costa occidental de Francia, abierta al océano Atlántico en el golfo de Vizcaya, en un tramo de la côte d'Argent entre las ciudades de La Teste-de-Buch al sur, y Lège-Cap-Ferret, al norte. Administrativamente, está situada en la región de Aquitania en el departamento de Gironda.
Conforma un verdadero pequeño mar interior de 155 km² (kilómetros cuadrados) en marea alta y 40 km² en marea baja, con más de 80 km de bancos de arena, playas y dunas.
El sector del delta del Leyre de la bahía de Arcachón, el 27 de octubre de 2011 fue declarado sitio Ramsar (n.º ref. 1996), protegiendo un área de 5175 ha.

## Geografía

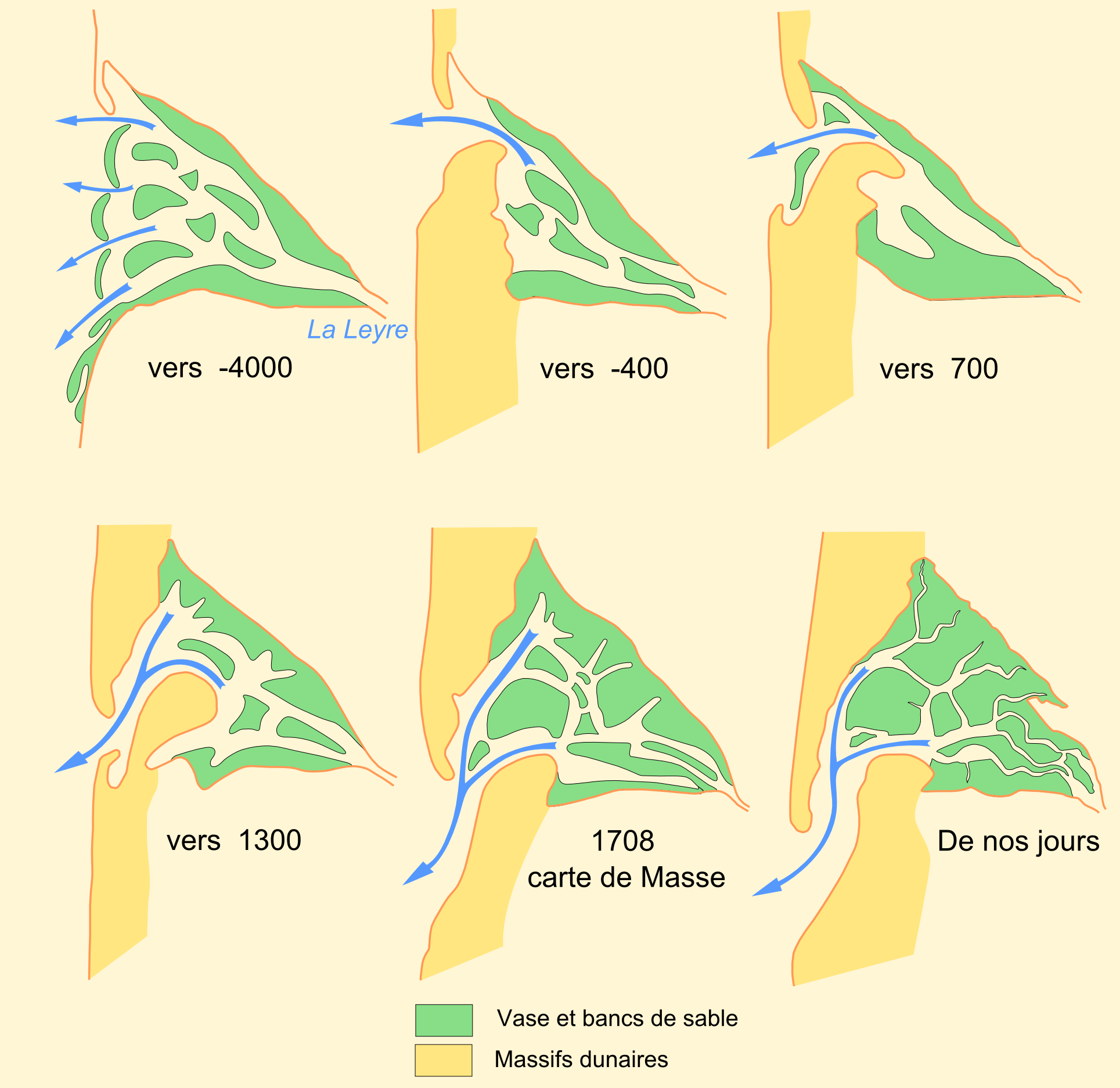
Esquema evolutivo de formación de la cuenca a bahía de Archachón.

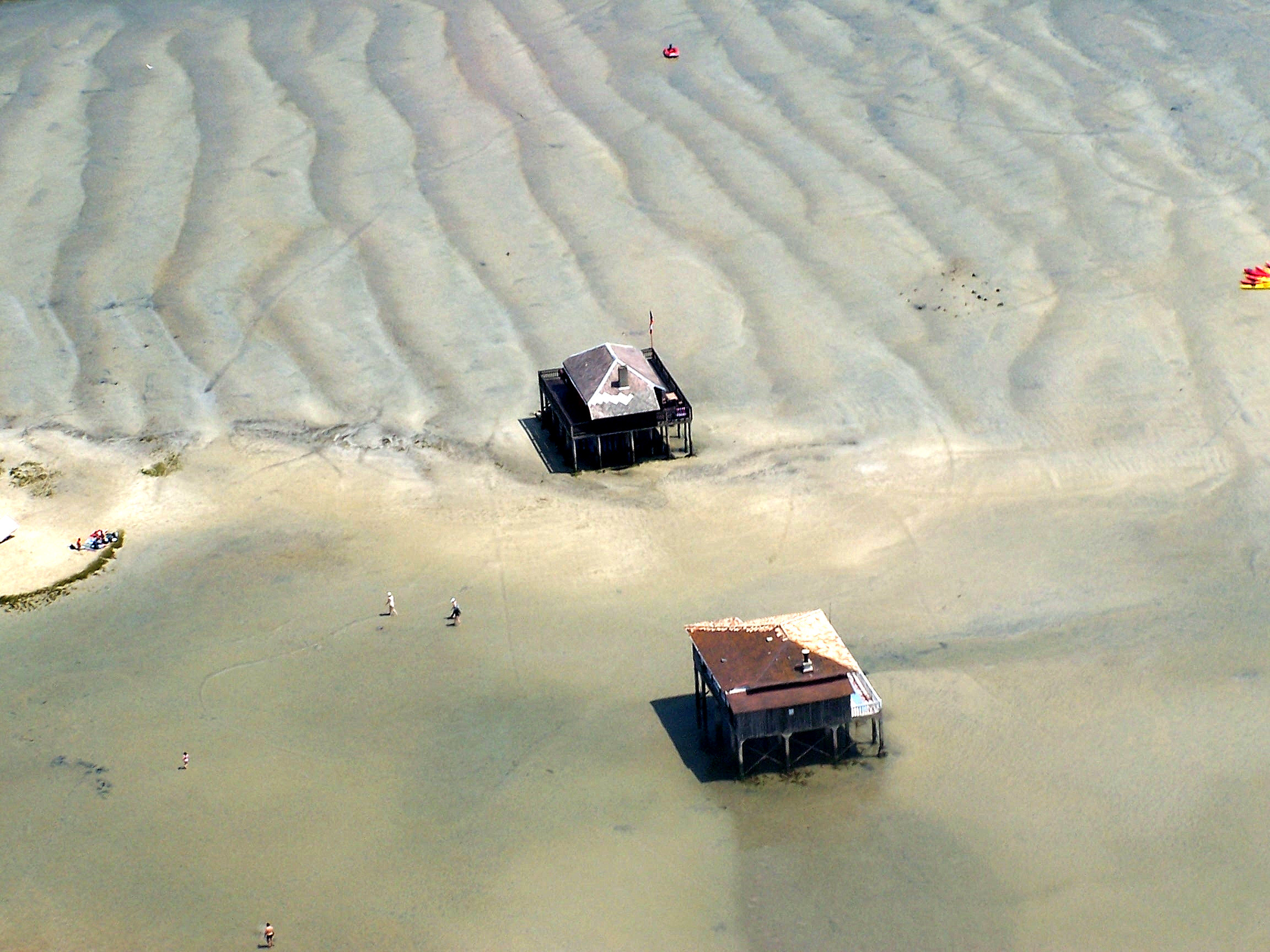
Cabañes tchanquées de Arcachon.

La bahía de Arcachón forma parte del País de Buch, situado en las Landas de Gascuña, a media distancia entre la punta de Grave y el Capbreton. Se encuentra parcialmente aislada del océano Atlántico por un cordón de dunas que incluye, en particular, el cabo Ferret, la Duna de Pilat y el banco de Arguin (clasificado reserva natural).
Los pasos de agua y los bancos de arena evolucionan durante la Edad Media por influencia de las mareas (se intercambian unos 370 millones de metros cúbicos de agua entre la bahía y el océano cada día, a una velocidad media de cerca de 2 m/s) y de las corrientes marinas (bordeando la costa del norte hacia el sur, arrastra alrededor de 600 000 m3 de arena al año). Estos factores convierten los pasos de agua especialmente peligrosos para la navegación. La localización y la estructura de los pasos siguen una evolución cíclica cuyo período es de unos 80 años, van disminuyendo progresivamente en la zona sur mientras que los situados más al norte son los que tienden a ampliarse. Por otro lado, la cuenca también es abastecida por agua dulce del río Leyre, que aporta un flujo continuo de agua, contribuyendo a impedir la obstrucción de los canales.
En el centro de la bahía se encuentran la Île aux oiseaux (‘Isla de los pájaros’) y las cabañas tchanquées.
La cuenca goza de un microclima particular (término medio de temperaturas más bajas al año de 13 °C), bajo la influencia del Océano Atlántico, con un régimen equilibrado de vientos y precipitaciones, y más de 2200 horas de sol al año. Este microclima proporciona inviernos suaves y veranos raramente calurosos.
La economía de la bahía se desarrolla principalmente alrededor de la acuicultura de las ostras, ostricultura, y el turismo; se practica, en particular, la pesca y los deportes náuticos. Paralelamente, constituye un importante observatorio de numerosas especies de pájaros.

### Patrimonio
- El bosque de la Landas de Gascuña.
- Reserva natural del banco de Arguin.
- La Duna de Pilat.
- La práctica de extraer resina de los pinos marítimos, practicada durante más de 2000 años.
- Las cabañas tchanquées, construcciones sobre pilotes de madera situadas en medio de la cuenca, utilizadas de refugio temporal a los ostricultores entre dos mareas.
- El faro del Cabo Ferret, mirador natural sobre la cuenca, el océano y el bosque.
- Numerosos chalets de influencia vasca, morisca o anglochina, clasificados como lugar pintoresco.
- Los puertos ostrícolas, típicos de la región.
- Las Pinasses, embarcaciones típicas de la bahía.
- El Parque ornitológico de Teich.